# 朗斯戰役
朗斯战役發生於1648年8月20日，是三十年戰爭中最後一場重要戰役，由大孔代领导的法軍大勝了西班牙軍隊，这场战斗證明了孔代作为他那个时代最伟大的将军之一的声誉。
在決定性的羅克魯瓦戰役後的四年裡，法軍成功占领了法国北部和西屬尼德蘭的数十个城镇。1647 年，利奧波德大公被任命为西属尼德兰总督，并于同年开始了反攻。
而孔代被召去阻止他們，在随后的战斗中，孔代成功誘使西軍放棄了山顶陣地，將戰場换成了开阔的平原，在那里他利用骑兵卓越的衝鋒能力击溃了西班牙联军的骑兵。中軍的法军步兵和骑兵遭到强大的西班牙中軍的打擊，损失惨重但稳住陣線。側翼的法国骑兵戰勝了對手，包围並向西班牙中軍衝鋒，西軍迅速崩潰。
法国的胜利促成了西伐利亚和约的签署，但投石黨亂使得法國無法在這場戰爭中收穫更多。

## 註腳
1. ↑  Mark Traugott. . University of California Press. 2010  [2022-01-20]. ISBN 978-0-520-26632-2. （原始内容存档于2022-01-20）. On August 22, Paris learned that French armies under the command of Louis de Bourbon, prince de Condé (known to history as the Grand Condé), had decisively defeated the Spanish army near the town of Lens, in the Pas de Calais
2. 1 2  Guthrie 2003，第192頁.